# Stipa longiplumosa
Stipa longiplumosa är en gräsart som beskrevs av Roman Julievich Roshevitz. Stipa longiplumosa ingår i släktet fjädergrässläktet, och familjen gräs. Inga underarter finns listade i Catalogue of Life.